# Холодец (село)
Хо́лодец (укр. Хо́лодець) — село в Волочисском районе Хмельницкой области Украины.
Население по переписи 2001 года составляло 375 человек. Почтовый индекс — 31223. Телефонный код — 3845. Занимает площадь 1,85 км². Код КОАТУУ — 6820988301.
Близ села берёт начало река Южный Буг.

## Местный совет
31223, Хмельницкая обл., Волочисский р-н, с. Холодец